# Boston Celtics 1965-1966
La stagione 1965-66 dei Boston Celtics fu la 20ª nella NBA per la franchigia.
I Boston Celtics arrivarono secondi nella Eastern Division con un record di 54-26. Nei play-off vinsero la semifinale di division con i Cincinnati Royals (3-2), la finale di division con i Philadelphia 76ers (4-1), vincendo poi il titolo battendo nella finale NBA i Los Angeles Lakers (4-3). 
Al termine della stagione Red Auerbach si ritirò da allenatore, lasciando la panchina a Bill Russell, per diventare il General Manager dei Celtics.

## Roster
| \| Pos. \| Num. \| Naz. \| Nome \| Altezza \| Peso \| Data nascita \| Provenienza \| \| ---- \| ---- \| ---- \| ------------------ \| ------- \| ------ \| ------------ \| ---------------------- \| \| A \| 21 \| \| Bonham, Ron \| 196 cm \| 87 kg \| 31-05-1942 \| Cincinnati \| \| A/C \| 11 \| \| Counts, Mel \| 213 cm \| 104 kg \| 16-10-1941 \| Oregon State \| \| G/AP \| 28 \| \| Green, Sihugo \| 188 cm \| 84 kg \| 20-08-1933 \| Duquesne \| \| G/AP \| 17 \| \| Havlicek, John \| 196 cm \| 92 kg \| 08-04-1940 \| Ohio State \| \| G \| 25 \| \| Jones, K.C. \| 185 cm \| 91 kg \| 25-05-1932 \| San Francisco \| \| G/AP \| 24 \| \| Jones, Sam \| 193 cm \| 90 kg \| 24-06-1933 \| North Carolina Central \| \| A/C \| 12 \| \| Naulls, Willie \| 198 cm \| 102 kg \| 07-10-1934 \| UCLA \| \| A \| 19 \| \| Nelson, Don \| 198 cm \| 95 kg \| 15-05-1940 \| Iowa \| \| C \| 6 \| \| Russell, Bill \| 206 cm \| 98 kg \| 12-02-1934 \| San Francisco \| \| A \| 16 \| \| Sanders, Satch \| 198 cm \| 95 kg \| 08-11-1938 \| New York \| \| A/C \| 18 \| \| Sauldsberry, Woody \| 201 cm \| 100 kg \| 11-07-1934 \| Texas Southern \| \| A \| 20 \| \| Siegfried, Larry \| 191 cm \| 86 kg \| 22-05-1939 \| Ohio State \| \| A \| 5 \| \| Thompson, John \| 208 cm \| 102 kg \| 02-09-1941 \| Providence \| \| A \| 12 \| \| Watts, Ron \| 198 cm \| 95 kg \| 21-05-1943 \| Wake Forest \| | Allenatore - Red Auerbach Assistente/i - Buddy LeRoux Legenda - (C) Capitano - (FA) Free agent - (S) Sospeso - (TW) Contratto Two-way - (GL) Assegnato a squadra G League affiliata - Infortunato Roster • Transazioni · Ultima transazione: 11 maggio 1966 |                        |                    |         |        |              |                        |
| Pos. | Num. | Naz.                   | Nome               | Altezza | Peso   | Data nascita | Provenienza            |
| A | 21 | Stati Uniti (bandiera) | Bonham, Ron        | 196 cm  | 87 kg  | 31-05-1942   | Cincinnati             |
| A/C | 11 | Stati Uniti (bandiera) | Counts, Mel        | 213 cm  | 104 kg | 16-10-1941   | Oregon State           |
| G/AP | 28 | Stati Uniti (bandiera) | Green, Sihugo      | 188 cm  | 84 kg  | 20-08-1933   | Duquesne               |
| G/AP | 17 | Stati Uniti (bandiera) | Havlicek, John     | 196 cm  | 92 kg  | 08-04-1940   | Ohio State             |
| G | 25 | Stati Uniti (bandiera) | Jones, K.C.        | 185 cm  | 91 kg  | 25-05-1932   | San Francisco          |
| G/AP | 24 | Stati Uniti (bandiera) | Jones, Sam         | 193 cm  | 90 kg  | 24-06-1933   | North Carolina Central |
| A/C | 12 | Stati Uniti (bandiera) | Naulls, Willie     | 198 cm  | 102 kg | 07-10-1934   | UCLA                   |
| A | 19 | Stati Uniti (bandiera) | Nelson, Don        | 198 cm  | 95 kg  | 15-05-1940   | Iowa                   |
| C | 6 | Stati Uniti (bandiera) | Russell, Bill      | 206 cm  | 98 kg  | 12-02-1934   | San Francisco          |
| A | 16 | Stati Uniti (bandiera) | Sanders, Satch     | 198 cm  | 95 kg  | 08-11-1938   | New York               |
| A/C | 18 | Stati Uniti (bandiera) | Sauldsberry, Woody | 201 cm  | 100 kg | 11-07-1934   | Texas Southern         |
| A | 20 | Stati Uniti (bandiera) | Siegfried, Larry   | 191 cm  | 86 kg  | 22-05-1939   | Ohio State             |
| A | 5 | Stati Uniti (bandiera) | Thompson, John     | 208 cm  | 102 kg | 02-09-1941   | Providence             |
| A | 12 | Stati Uniti (bandiera) | Watts, Ron         | 198 cm  | 95 kg  | 21-05-1943   | Wake Forest            |

## Staff tecnico
- Allenatore: Red Auerbach
- Preparatore atletico: Buddy LeRoux